# Середня Рудня
Середня́ Ру́дня — село в Україні, у Овруцькій міській територіальній громаді Коростенського району Житомирської області. Населення становить 36 осіб (2001).

## Географія
На сході від села річка Межирічка впадає у Словечну.

## Історія
У 1906 році — хутір Покалівської волості Овруцького повіту Волинської губернії. Відстань від повітового міста 35 верст, від волості 25. Дворів 48, мешканців 307.
У 1923—54 роках — адміністративний центр колишньої Середньо-Руднянської сільської ради Словечанського району.